# Caffeicoltura a El Salvador

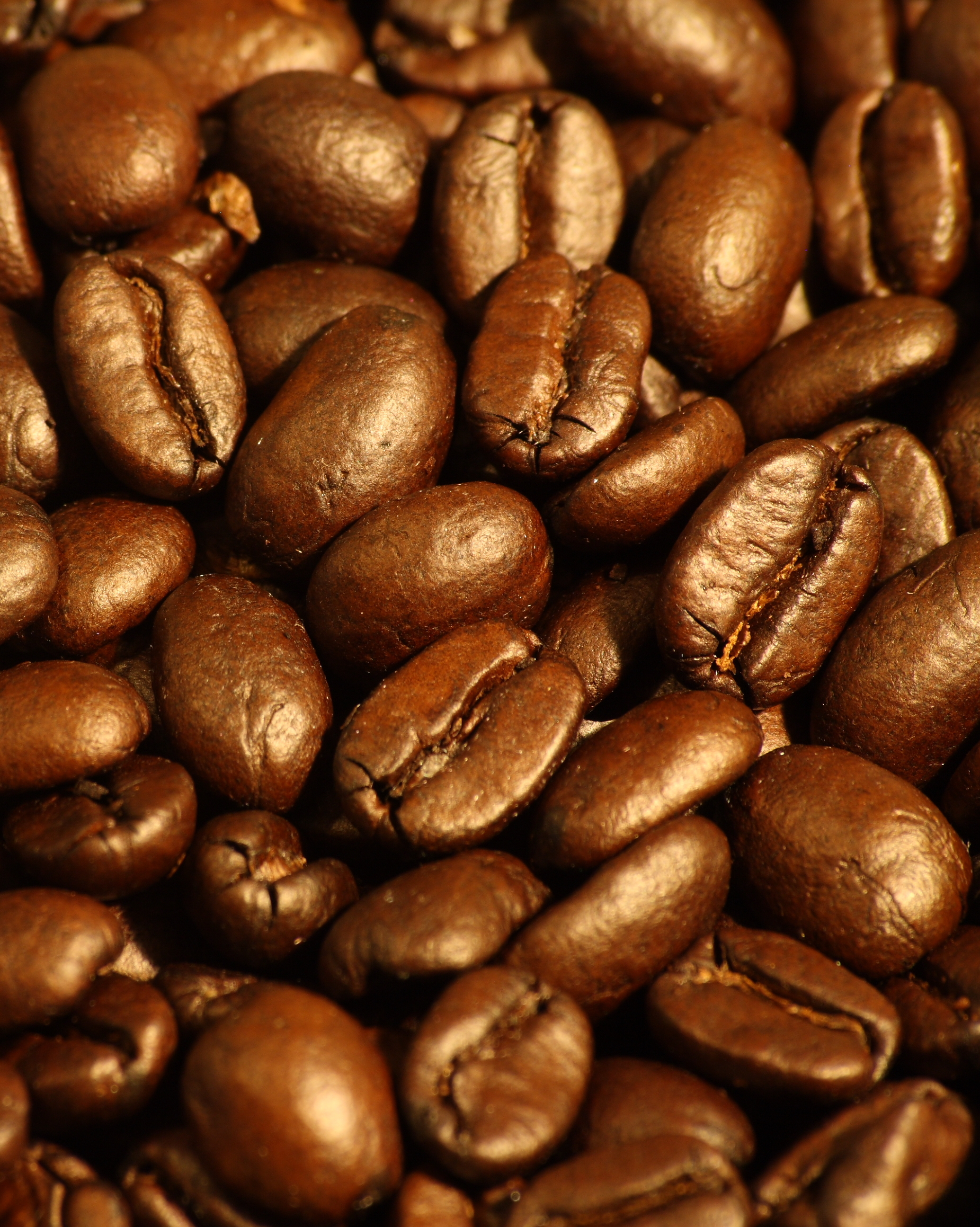
Chicchi di caffè salvadoregno sottoposti a torrefazione.

La caffeicoltura a El Salvador ha alimentato l'economia del paese e modellato il corso della sua storia per più di un secolo. La produzione cominciò ad impennarsi rapidamente a partire all'incirca dalla metà del 1800, giungendo a fornire più del 50% dei ricavi dell'intero export alla fine degli anni 1970; ha toccato il suo picco nel 1980 con un fatturato di oltre 615 milioni di dollari.
A causa delle turbolenze politico-economiche prodotte da una persistente situazione di guerra civile, situazione verificatasi nei primi anni 1980, l'industria del caffè ha combattuto per recuperare interamente la sua tradizionale preminenza e nel 1985 è riuscita a guadagnare all'incirca 403 milioni di dollari.
I rendimenti del "caffè verde", una specialità salvadoregna, sono diminuiti in termini assoluti da 175.000 tonnellate nel 1979 a 141.000 nel 1986; una cifra corrispondente al 19% attribuibile direttamente ai minori investimenti provocati dalla guerriglia. Dal 2.000 l'industria è stata fortemente influenzata dall'aumento della concorrenza di altri paesi sul mercato mondiale, i cui chicchi meno costosi hanno prodotto un sensibile calo dei prezzi.
A partire dal 2002 il commercio caffeicolo è responsabile solamente del 3,5% del prodotto nazionale lordo; più del 90% di Coffea viene coltivata in piantagioni ombreggiate e circa l'80% del patrimonio forestale nazionale è associato alla "coltura del caffè in ombra"
.

## Contesto
Il caffè inizia ad essere coltivato per uso esclusivamente domestico all'inizio del XIX secolo. Nel 1850 la sua promessa di creare introiti commerciali di pregiata valuta estera si era fatta più che evidente; il governo cominciò quindi a favorirne la coltura attraverso legislazioni come gli sgravi fiscali per i produttori, l'esenzione dal servizio militare per tutti coloro che lo lavoravano e l'eliminazione dei dazi all'esportazione per i nuovi coltivatori. Nel 1880 il caffè era diventato praticamente l'unica monocoltura esportata.
Rispetto all'Indigofera tinctoria, in precedenza la merce predominante nella vendita internazionale, il caffè si dimostrò una coltura decisamente più esigente. Poiché gli arbusti richiedono diversi anni di tempo prima di produrre un raccolto utile, la sua coltivazione richiese un maggior impegno di capitale, di forza lavoro e di terreno rispetto all'indaco; il primo cresce meglio ad una certa altitudine, mentre il secondo fiorisce quasi ovunque.
A differenza della caffeicoltura in Guatemala e della caffeicoltura nella Costa Rica, quella salvadoregna si è sviluppata in larga parte senza il beneficio dell'apporto finanziario e/o tecnico proveniente dall'esterno; El Salvador è divenuto però uno dei produttori più efficienti del mondo. Ciò rimase particolarmente vero per le grandi "fincas" (la masseria), dove il rendimento per ettaro aumentò in proporzione alla dimensione stessa dell'appezzamento, un caso raro nell'agricoltura di piantagione.
L'effetto generale sulla società civile è stato incommensurabile, non solamente in termini di possesso di terreni, ma anche e soprattutto perché l'industria caffeicola servì come catalizzatore per lo sviluppo d'infrastrutture (strade percorribili agevolmente e ferrovia), oltre che come meccanismo per l'integrazione delle comunità indigene all'interno dell'economia nazionale.

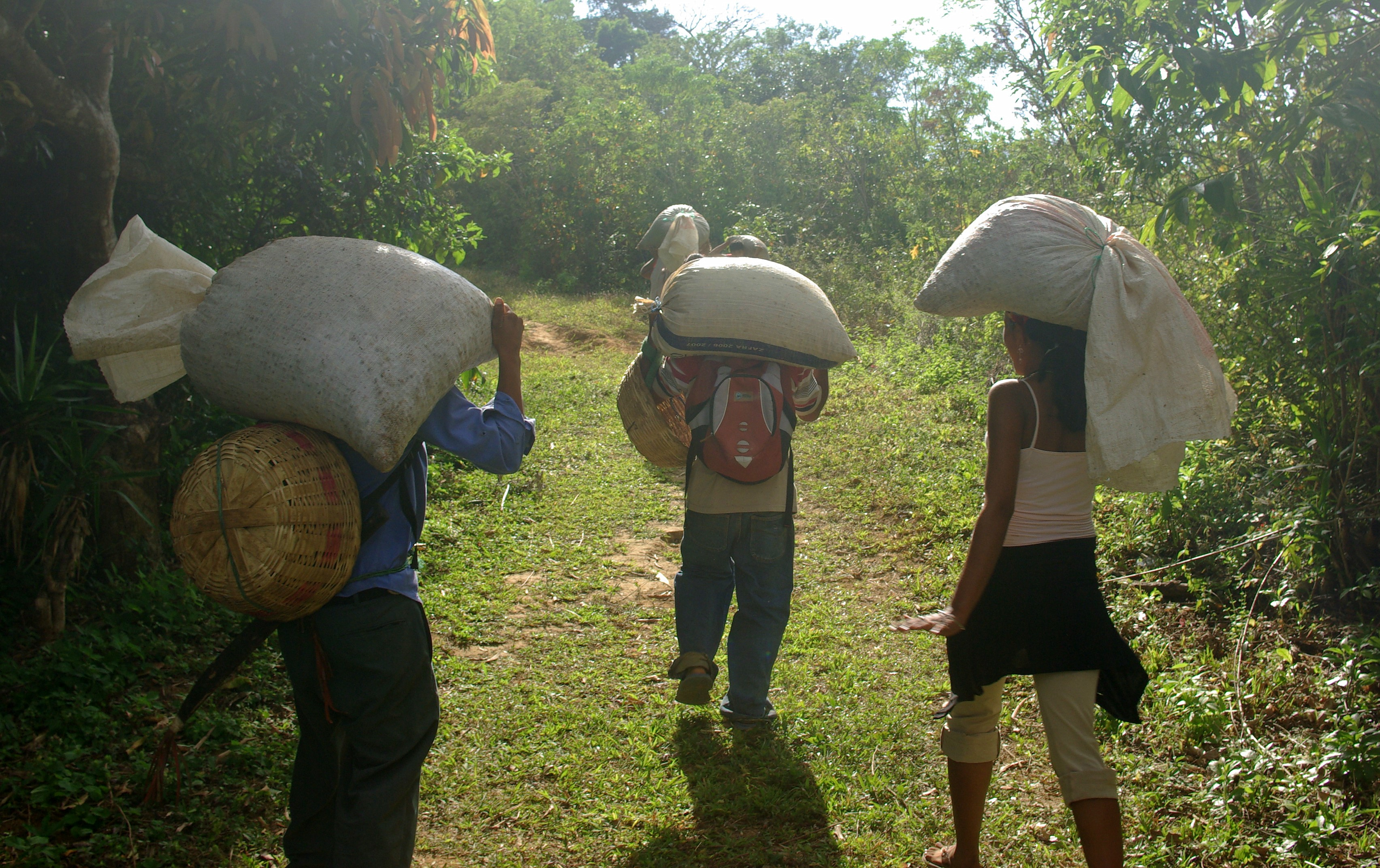
Trasporto dei sacchi di caffè a Tacuba.

## Storia
Il caffè avrebbe costituito l'ultima delle grandi esportazioni monocolturali a El Salvador. La coltivazione diffusa ebbe inizio a partire dalla metà del XIX secolo, in concomitanza con la caduta della domanda mondiale di indaco; gli enormi profitti che produsse servirono come un ulteriore impulso per il processo che vide la terra concentrarsi sempre più nelle mani di un'oligarchia. Anche se la leggenda parla di "14 famiglie", molto presumibilmente furono invece diverse centinaia quelle che ebbero il monopolio sul prodotto.
Una successione di presidenti, tutti - almeno nominalmente - conservatori e liberali, durante la seconda meà del XIX secolo sostennero l'espropriazione dei terreni fino ad allora posseduti da piccoli proprietari individuali o facenti parte di cooperative. Nonostante la continua partecipazione conservatrice, tuttavia, il periodo di istituzione della "repubblica del caffè" (1871-1927) viene comunemente descritto come l'era dello Stato liberale.
La Chiesa cattolica romana non fu potente come negli altri stati dell'America Latina all'epoca, pertanto gli aspetti economici del liberalismo - l'aderenza ai principi economici del capitalismo del libero mercato - dominarono l'evoluzione sociale nazionale. L'anticlericismo rimase un tema secondario, espresso principalmente attraverso la legislazione sociale (come l'istituzione del matrimonio e dell'educazione secolare) piuttosto che un tipo di azione diretta, come ad esempio la repressione e l'espropriazione dei beni ecclesiastici messi invece in atto dal Messico.
Nonostante alcune differenze rispetto al grado di enfasi posta sulle questioni politiche rispetto a quelle economiche, i liberali salvadegni convennero nella generalità dei casi sulla promozione del caffè come coltura predominante atta ad ottenere facili contanti, sullo sviluppo di infrastrutture (ferrovie e impianti portuali) sostanzialmente a sostegno del commercio caffeicolo, l'eliminazione dei terreni comunali per facilitare l'ulteriore produzione, il passaggio di leggi anti-vagabondaggio per garantire che i "campesinos" (contadini) sfollati e gli altri residenti rurali fornissero una manodopera sufficiente per le aziende di
piantagione e per la soppressione del malcontento rurale.
L'industria crebbe in una maniera inesorabile, dopo un inizio all'insegna di una gran sprovvedutezza. Tra il 1880 e il 1914 il valore delle esportazioni di caffè aumentò di oltre il 1.100%. Sebbene essa non fosse tassata dal governo, un enorme ricavo si registrò indirettamente attraverso i dazi all'importazione delle merci sottoposti a valute estere; si guadagnarono così beni destinati al consumo della piccola élite produttrice. Dal 1870 al 1914 una media del 58,7% delle entrate pubbliche derivarono da quest'unica fonte.
Anche se i piantatori non gestirono direttamente il potere (anche se molti studiosi sostengono che lo abbiano fatto), l'élite fornì sicuramente la maggior parte del sostegno finanziario al governo vigente. Questo, accoppiato con i meccanismi più umili e più banali della corruzione, assicurò ai coltivatori un'influenza straordinaria all'interno delle sedi esecutive, parlamentari e militari.
Le priorità poste dalla nuova industria dettarono un cambiamento nella missione delle forze armate salvadoregne ancora embrionali, passando dalla difesa esterna del territorio nazionale al mantenimento dell'ordine interno. La creazione della "Guardia Nacional" nel 1912 riassunse bene questo cambiamento. I suoi doveri principali furono diversi da quelli della Polizia Civile, soprattutto in quanto il personale risultò specificamente responsabile della sicurezza delle "finche". La maggior parte di esse utilizzarono attivamente i servizi di queste unità posti sul proprio terreno; i comandanti regionali vennero regolarmente compensati dai proprietari per assicurarsi la fedeltà continua delle guardie.
La soppressione del dissenso rurale fu sottile e istituzionalizzata; i campesinos accettarono lo "status quo" a causa della minaccia implicita di ritorsioni da parte delle unità militari. Un'eccezione a questo modello venne rappresentata dalla ribellione di Anastasio Aquino la quale, anche se precedette il boom del caffè, fece sentire i suoi riverberi in tutta la società salvadoregna per decenni.
Durante il periodo dello stato liberale la posizione preminente dell'oligarchia non risultò mai seriamente minacciata dalle azioni governative. Alcuni hanno attribuito questo fatto all'influenza pervasiva dell'"Asociacion Cafetalera", organizzazione che è stata descritta come il "governo invisibile" del paese.
Le connessioni dirette (nel caso della mini-dinastia Melendez-Alfonso Quiñónez Molina) e quelle indirette dei presidenti del periodo associati con le famiglie più potenti del paese entrarono senza dubbio in gioco. Il sistema continuò a senza aggiustamenti poiché funzionava bene dalla prospettiva della piccola percentuale di cittadini che ne trassero beneficio, vale a dire l'élite economica, i funzionari pubblici e l'alto comando militare.
Sebbene la società in generale sembrasse statica sotto il predominio liberale, lo stesso non si può affermare per l'oligarchia salvadoregena. L'introduzione della caffeicoltura cambiò però la composizione di quel gruppo, poiché i nuovi "baroni del caffè" si unirono ai ranghi degli antichi proprietari di piantagioni (che in molti casi furono lenti a riconoscere il potenziale del caffè e persero la possibilità di arricchirsi ritardando l'interruzione dell'indaco).
Una nuova generazione venne introdotta nell'apparato oligarchico anche attraverso l'immigrazione straniera. Questi, che alla fine sarebbero diventati la maggioranza della classe mercantile, si imparentarono spesso con le famiglie dei proprietari terrieri, diversificando ulteriormente la composizione dello strato elitario della società.
Un altro processo degno di nota durante questo periodo - nonostante la sua mancanza di risultati tangibili - fu il tentativo di unificazione degli Stati centroamericani. El Salvador rimase uno dei protagonisti nella messa in atto di un ristabilirsi della "federazione dell'istmo". Nel 1872 il paese firmò un patto di unione con Guatemala, Honduras e Costa Rica, ma l'accordo non venne mai implementato.
Nel 1876 un congresso non riuscì ad ottenere un accordo sulla federazione. Un patto provvisorio firmato nel 1889 creò tecnicamente la "Repubblica dell'America Centrale" - che non fu però mai realizzata. Imperterriti i governi di El Salvador, Honduras e Nicaragua formarono la "República Mayor de Centroamerica" attraverso il "Patto di Amapala" (1895). Anche se Guatemala e Costa Rica considerarono l'adesione alla Grande Repubblica (che fu ricondotta agli "Stati Uniti dell'America Centrale" quando la sua costituzione entrò in vigore nel 1898), nessuno dei due paesi si unì.
L'accordo, che aveva progettato la sua capitale a Amapala sul Golfo di Fonseca, non sopravvive alla presa del potere da parte di Tomás Regalado a El Salvador nel 1898. La nozione di unificazione risultò un'altra manifestazione dell'etica liberale idealista e si rivelò durevole e abbastanza resistente alle realtà politiche contingenti.

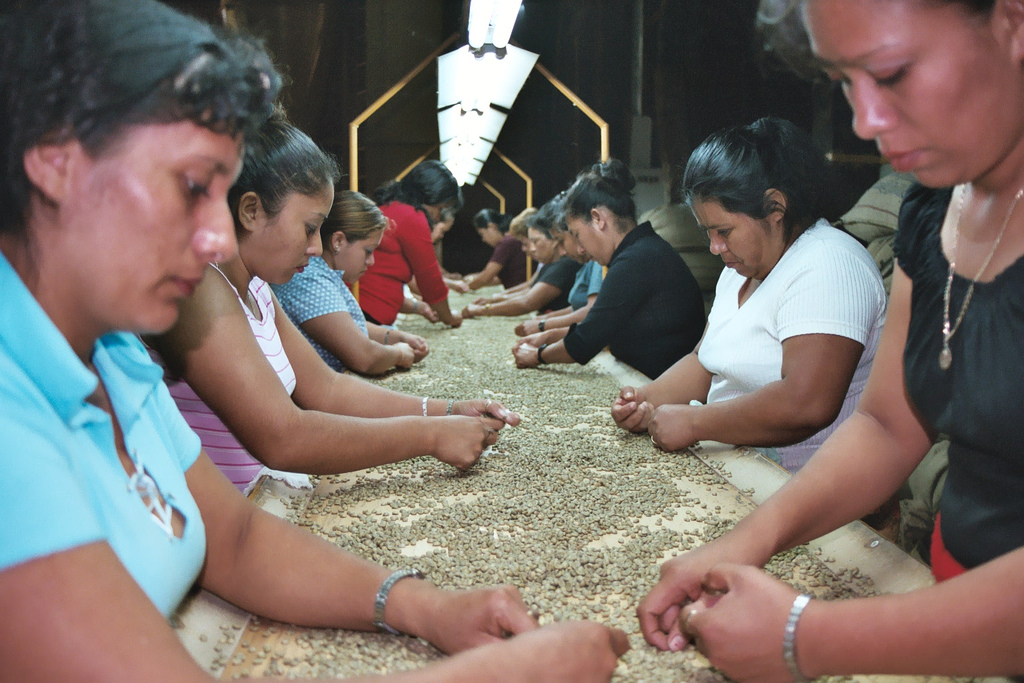
Donne in una manifattura caffeicola a Ahuachapán.

## Ostacoli politici
Nei decenni precedenti il conflitto civile esploso negli anni 1980, i ricavi derivanti dall'esportazione hanno permesso ai piantatori di ampliare la coltivazione, finanziare lo sviluppo di un'industria del cotone e d'istituire un segmento dedicato alla manifattura. Dopo il 1979 tuttavia le politiche governative, gli attacchi della guerriglia e le catastrofi naturali hanno contribuito in maniera pesante alla drastica riduzione degli investimenti, impedendo in tal modo l'ulteriore crescita del settore.
A peggiorare le cose un rimbalzo dei prezzi nel 1986 ha causato un decremento dei profitti pari al 35% l'anno seguente, producendo così una diminuzione delle esportazioni da 539 e 347 milioni di dollari. Il serrato controllo governativo sul marketing è stato considerato uno dei maggiori deterrenti e dei più gravi ostacoli agli investimenti; nel primo anno di esistenza di "Incafe" gli introiti sono scesi di oltre il 20%. Nei 4 anni successivi continuarono a rimanere circa il 30% inferiori a quelli registrati nel periodo 1978-80.
Anche se l'area produttiva è rimasta abbastanza costante, approssimativamente a 180.000 ettari, la produzione di caffè verde ha subito un decremento in termini assoluti da 175.000 tonnellate a 141.000 nel periodo compreso tra il 1979 e il 1986; tale calo si è rivelato essere un risultato diretto di rendimenti inferiori, che a loro volta sono stati attribuiti ad un livello di investimento minore.
Secondo l'"Asociacion Cafetalera de El Salvador" oltre a controllare direttamente le vendite "Incafe" ha anche pagato alle imposte e ai diritti d'esportazione dei produttori un valore pari al 50% del prezzo finale di vendita, spesso con notevoli ritardi nel pagamento degli agricoltori. Per tutti gli anni 1980 i coltivatori hanno sofferto delle aggressioni guerrigliere, di estorsione e dell'imposizione delle cosiddette tasse di guerra; tutte queste difficoltà sommatesi hanno avuto un diretto impatto negativo sulla produzione.
In condizioni normali i piantatori sostituivano annualmente almeno il 5% delle loro piante, in quanto quelle più produttive vanno dai 5 ai 15 anni; molti coltivatori, nel tentativo disperato di evitare ulteriori perdite, hanno trascurato i reimpianti. Anche se la maggior parte della coltura si svolge nella regione occidentale del paese, coloro che operavano invece ad est sono stati talvolta costretti ad instaurare un "modus vivendi" con i guerriglieri. Durante il raccolto 1984-85 ad esempio i ribelli aggiunsero alla loro tassa di guerra anche la minaccia di attaccare qualsiasi piantagione in cui ritenessero che i lavoratori fossero sottopagati.
Hanno richiesto che i lavoratori ricevessero l'equivalente di 4 dollari per ogni 100 libbre selezionate, un aumento di 1 dollaro rispetto a quello che era allora il tasso di cambio. Il fatto che i produttori abbiano negoziato con i guerriglieri - mentre il governo ha continuato a fingere di guardare dall'altra parte - ha dimostrato la continuità dell'importanza delle entrate date dall'esportazione di caffè sia per i coltivatori che per il governo stesso.

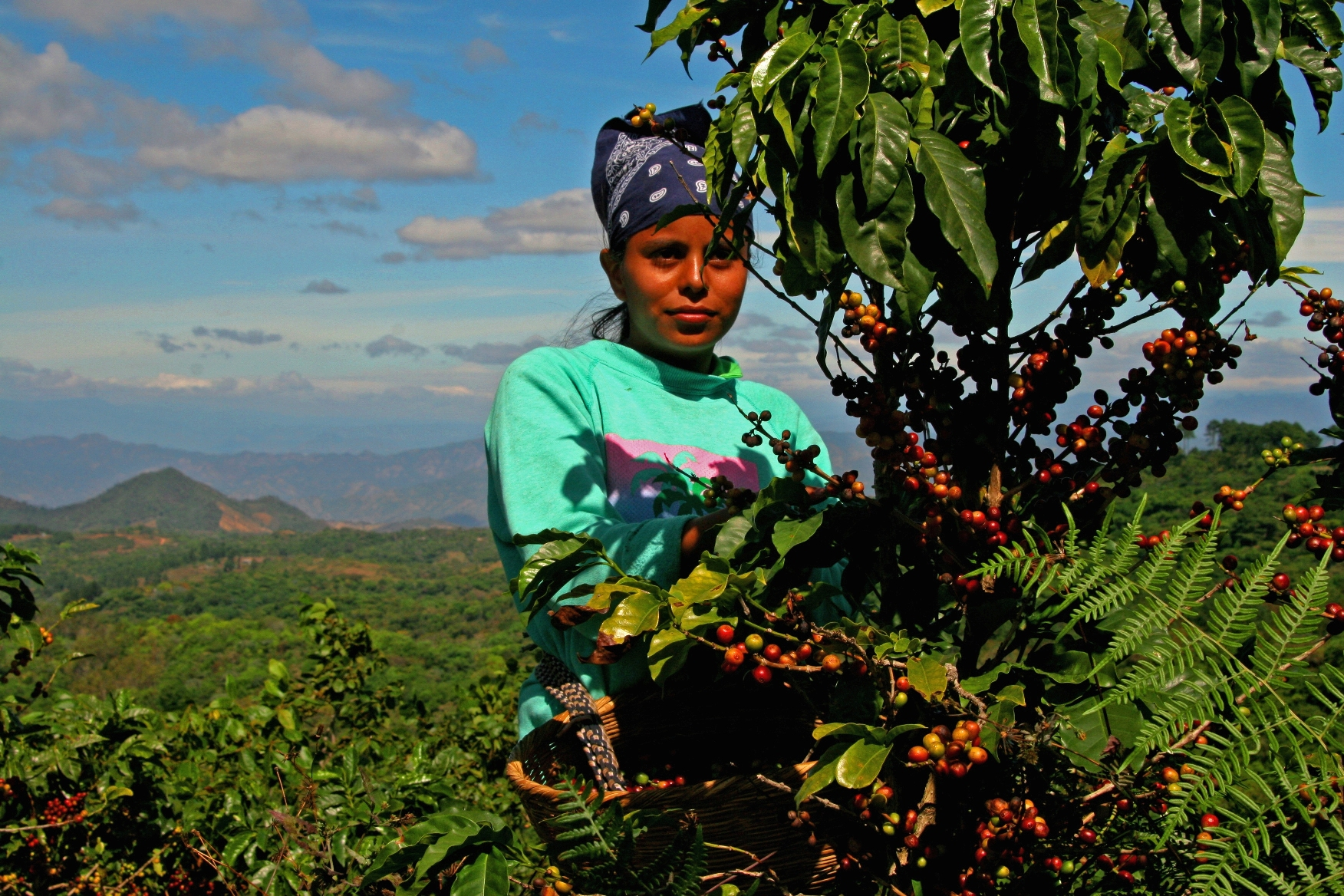
Giovana davanti ad una pianta di Coffea arabica nella cooperativa di Ciudad Barrios.

## Sviluppi recenti
La produzione ha prosperato per tutto il XX secolo, raggiungendo un picco alla fine degli anni 1970, ma culminando nel 1980 quando era responsabile del 50% del PIL nazionale con un fatturato di oltre 615 milioni di dollari. A causa delle turbolenze politico-economiche prodotte da una persistente situazione di guerra civile, situazione verificatasi nei primi anni 1980, l'industria del caffè ha combattuto per recuperare interamente la sua tradizionale preminenza e nel 1985 è riuscita a guadagnare all'incirca 403 milioni di dollari.
I rendimenti del "caffè verde", una specialità salvadoregna, sono diminuiti in termini assoluti da 175.000 tonnellate nel 1979 a 141.000 nel 1986; una cifra corrispondente al 19% attribuibile direttamente ai minori investimenti provocati dalla guerriglia. L'industria ha registrato un calo più marcato negli ultimi anni e dal 2.000 è stata fortemente influenzata dall'aumento della concorrenza di altri paesi sul mercato mondiale, i cui chicchi meno costosi hanno prodotto un sensibile calo dei prezzi.

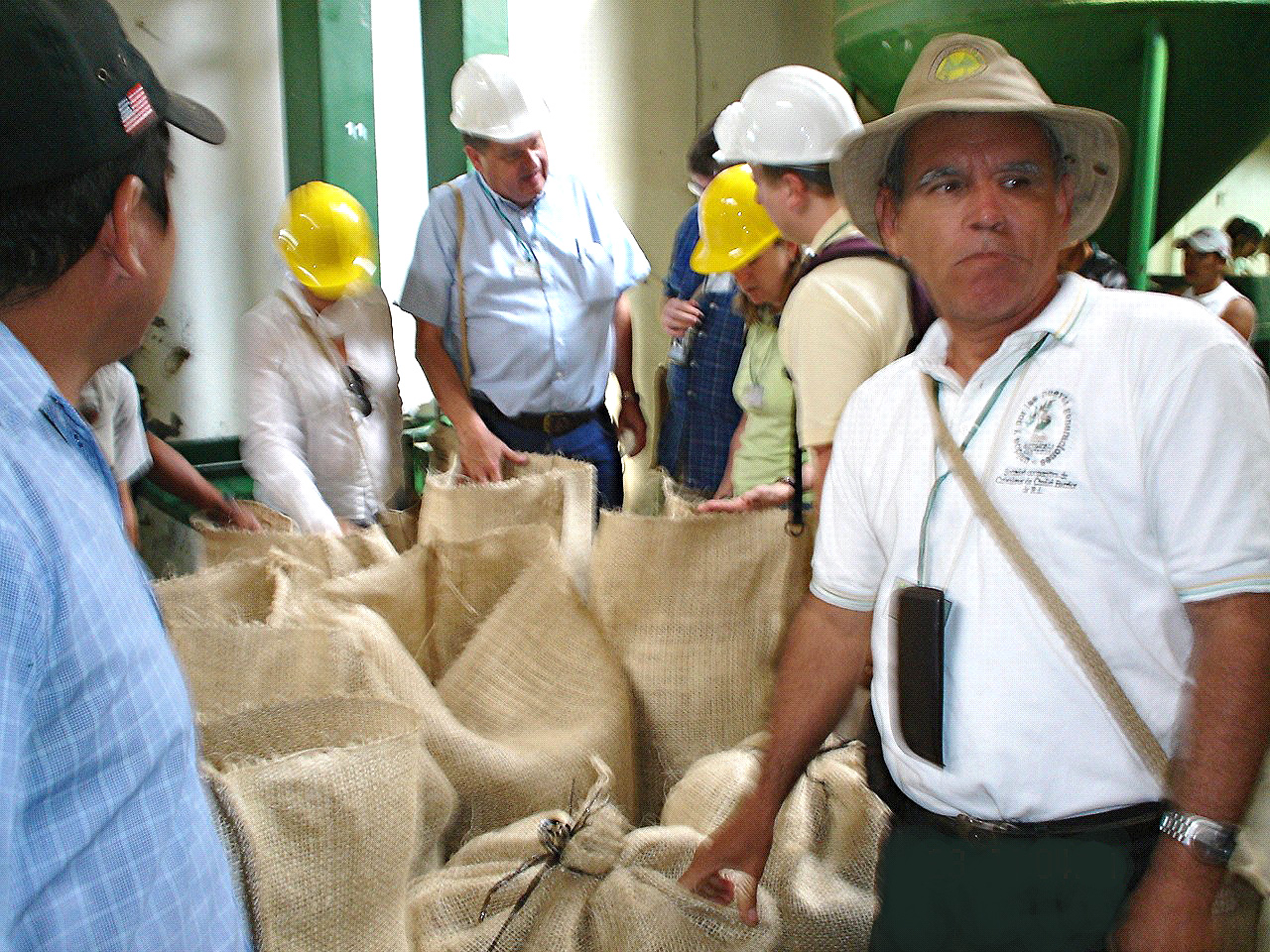
Controlli di qualità sui sacchi di caffè a Ciudad Barrios.

A partire dal 2002 il commercio caffeicolo è responsabile solamente del 3,5% del prodotto nazionale lordo; dal 2000 in 70.000 hanno perso i loro posti di lavoro a causa del rapido calo del commercio del caffè salvadoregno. La forte raccolta del passato ha preso il suo tributo sull'ambiente in molte aree del paese. In alcune province comunque è ancora molto importante per l'economia locale.
La "Cooperativa Ciudad Barrios", ad esempio, che operava nei monti Cacahuatique del confine orientale fin dalla fine degli anni 1970, produceva annualmente circa 8,5 milioni di chili di caffè. La Cooperativa da allora in poi si è trovata coinvolta con organizzazioni come l'United States Agency for International Development, che ha aiutato piccoli e medi coltivatori a produrre per i mercati internazionali di alta qualità e ha ricevuto una certificazione di Rainforest Alliance.
Altri produttori sono stati anche influenzati sempre più dalle campagne svolte da organizzazioni internazionali, inducendoli ad entrare nel commercio equo e solidale.

## Questioni lavorative
La raccolta del caffè è stata definita dalla legislazione nazionale come un'attività pericolosa. Nel 2013 il Dipartimento del Lavoro degli Stati Uniti d'America ha riferito che il 6,3% dei bambini di età compresa tra i 5 e i 14 anni lavorava e che il 56% di loro rappresenta il lavoro minorile nel settore agricolo, raccogliendo il caffè. Questo è stato inoltre elencato nella "List of Goods Produced by Child Labor or Forced Labor" del 2014 come prodotto da lavoro minorile o del lavoro forzato.